# Casseau
Pour les articles homonymes, voir Casseau (homonymie).
Le Casseau, (nommé aussi Bruyère, ou Courcelles, ou Noché, ou encore Virfolet) est une rivière française qui coule dans le département de la Sarthe, et un affluent de l'Aune en rive droite, donc un sous-affluent de la Loire par l'Aune, le Loir et la Maine.

## Géographie
De 13,9 km de longueur, le Casseau naît au sein de la zone boisée et pittoresque située au nord de la vallée du Loir, entre Malicorne-sur-Sarthe et Écommoy. Il prend naissance sur le territoire de Yvré-le-Pôlin. Dès sa naissance, il adopte une orientation générale vers le sud, direction qu'il ne quitte pas jusqu'à la fin de son parcours. Il se jette dans l'Aune, lui-même affluent du Loir, sur le territoire de Luché-Pringé et en rive droite.

## Communes traversées
Dans le seul département de la Sarthe, le Casseau traverse les cinq communes suivantes  :
- dans le sens amont vers aval : Yvré-le-Pôlin (source), Oizé, Requeil, Mansigné et Luché-Pringé (confluence).

## Hydrologie
Le débit du Casseau a été observé pendant une période de 18 ans (1989-2008), à Mansigné, localité du département de la Sarthe, située au niveau de
son confluent avec l'Aune. Le bassin versant de la rivière est de 43 km2.
Le débit moyen interannuel ou module de la rivière à Mansigné est de 0,203 m3/s.
Le Casseau présente des fluctuations saisonnières de débit modérées, avec des hautes eaux d'hiver portant le débit mensuel moyen à un niveau situé entre 0,3 et 0,4 m3/s, de décembre à mars inclus (maximum assez net en janvier). Dès le mois d'avril le débit baisse progressivement durant le printemps. Les basses eaux ont lieu en été, de fin juin à début octobre, avec une baisse du débit moyen mensuel allant jusque 0,068 m3/s au mois d'août (68 litres par seconde), ce qui reste cependant assez consistant pour un aussi petit cours d'eau.

### Étiage ou basses eaux
À l'étiage, le VCN3 peut ainsi chuter jusque 0,010 m3/s, en cas de période quinquennale sèche, soit 10 litres par seconde.

### Crues
D'autre part les crues ne sont guère très importantes, même compte tenu de la petitesse du bassin versant. Les QIX 2 et QIX 5 valent respectivement 2 et 3 m3/s. Le QIX 10 est de 3,6 m3/s, tandis que le QIX 20 se monte à 4,2 m3/s. Le QIX 50 n'a pas été calculé faute d'une durée d'observation suffisante.
Le débit instantané maximal enregistré à la station de Mansigné a été de 4,72 m3/s le 14 mars 2001, tandis que la valeur journalière maximale était de 3,17 m3/s le même jour. En comparant le premier de ces chiffres aux valeurs des différents QIX de la rivière, il apparaît que cette crue était nettement supérieure à celle définie par le QIX 20, et donc relativement exceptionnelle.

### Lame d'eau et débit spécifique
La lame d'eau écoulée dans le bassin du Casseau est de 149 millimètres annuellement, ce qui est médiocre, très nettement inférieur à la moyenne d'ensemble de la France (330 millimètres), mais également à celle de l'ensemble du bassin versant de la Loire (245 millimètres), mais cependant supérieur à l'ensemble du bassin du Loir (129 millimètres à Durtal). Le débit spécifique (ou Qsp) 4,2 litres par seconde et par kilomètre carré de bassin.